# Leptodictyum radicale
Leptodictyum radicale là một loài Rêu trong họ Amblystegiaceae. Loài này được (P. Beauv.) Kanda mô tả khoa học đầu tiên năm 1975.